# 韓国島嶼学会
韓国島嶼学会（かんこくとうしょがっかい）は、韓国にある3,139余りの離島を調査・研究する学術団体である。島々の水産業、農業、観光、経済、地理歴史、地形地質、文化教育、生態環境など、研究分野は多岐にわたる。
1989年設立。2012年11月現在、会長は陳祥大（慶尚国立大学校水産経営学科教授）が務めている。

## 機関誌
韓国島嶼学会では論文集『韓国島嶼研究（한국도서연구）』を刊行している。1989年から刊行を開始、当初は不定期であったが、2002年から年2回、2010年から年4回の刊行となっている。